# أقبال (شاهين دج)
أقبال هي قرية في مقاطعة شاهين دج، إيران. عدد سكان هذه القرية هو 713 في سنة 2006.